# Drahowo
Drahowo (ukrainisch Драгово; russisch Драгово Dragowo, slowakisch Drahovo, ungarisch Kövesliget) ist ein Dorf in der ukrainischen Oblast Transkarpatien mit 4450 Einwohnern (2004).

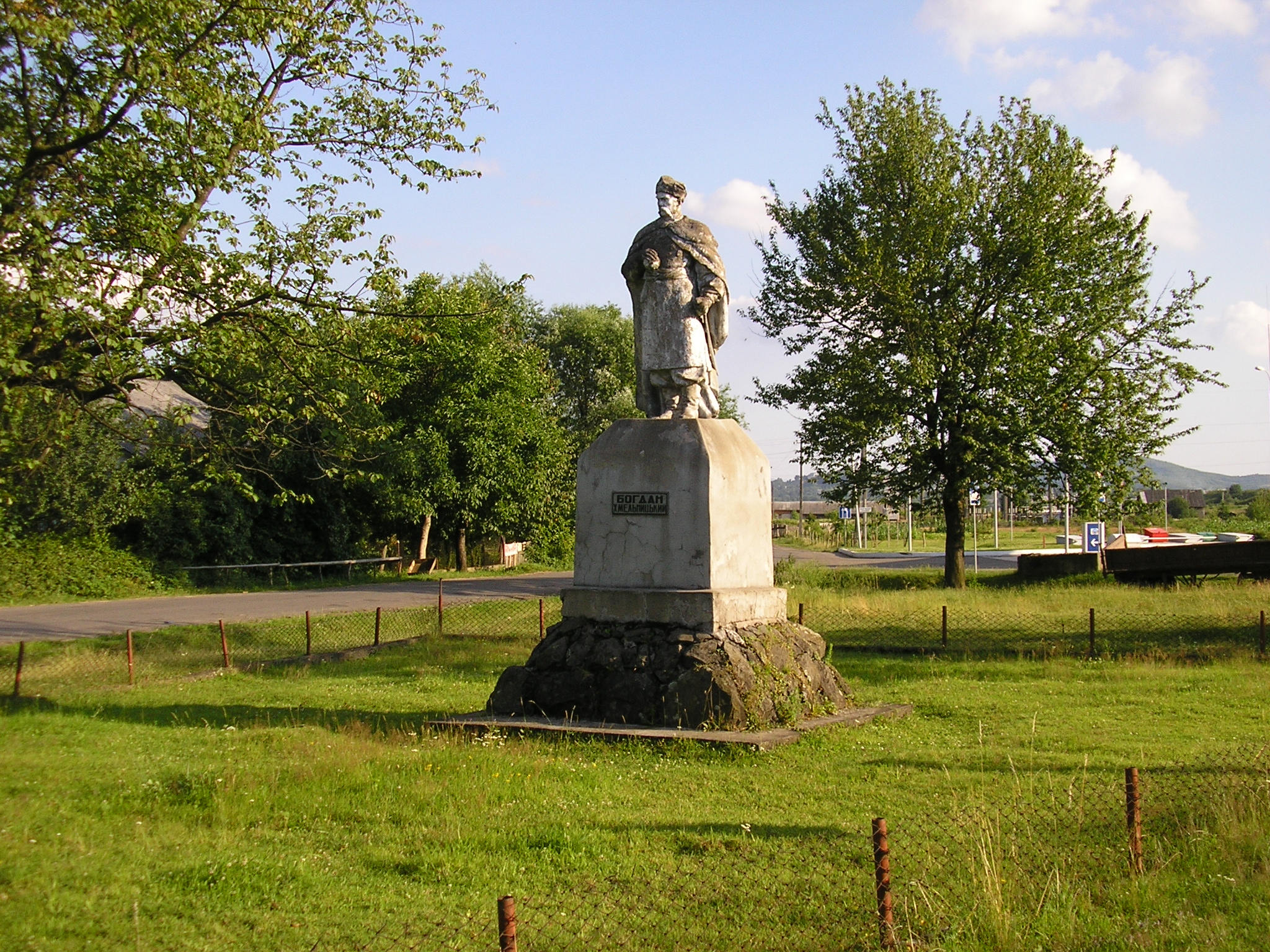
Bohdan-Chmelnyzkyj-Denkmal im Ort

Im Dorf befindet sich ein Mineralbrunnen, der das Mineralwasser Drahiwska (Драгівська) abfüllt.

## Geographische Lage
Drahowo liegt auf 369 m Höhe am Ufer der Tereblja und an der Territorialstraße T–07–20. Das Rajonzentrum Chust liegt 28 km südwestlich und das Oblastzentrum Uschhorod 134 km nordwestlich vom Dorf.

## Gemeinde
Am 12. Juni 2020 wurde das Dorf zusammen mit 6 umliegenden Dörfern zum Zentrum der neu gegründeten Landgemeinde Drahowo (Драгівська сільська громада/Drahiwska silska hromada) im Rajon Chust. Bis dahin bildete es zusammen mit den Dörfern Kitscherely, Saberesch und Stanowez die 27,64 km² große Landratsgemeinde Drahowo (Драгівська сільська рада/Drahiwska silska rada).
Folgende Orte sind neben dem Hauptort Drahowo Teil der Gemeinde:
| Name                     | Name        | Name                     | Name                 | Name       | Name    |
| ukrainisch transkribiert | ukrainisch  | russisch                 | slowakisch           | ungarisch  | deutsch |
| ------------------------ | ----------- | ------------------------ | -------------------- | ---------- | ------- |
| Kitscherely              | Кічерели    | Кичерели (Kitschereli)   | Kyčerela             | Kicserela  | -       |
| Sabrid                   | Забрідь     | Забродь (Sabrod)         | (Vulčana) Zábrod     | Gázló      | -       |
| Saberesch                | Забереж     | Забереж                  | Sekernice            | Szokernica | -       |
| Solotarjowo              | Золотарьово | Золотарево (Solotarjewo) | Zlatáry, Zolotarjevo | Ötvösfalva | -       |
| Stanowez                 | Становець   | Становець                | Stanovec             | Sztanovec  | -       |
| Wilschany                | Вільшани    | Ольшаны (Olschany)       | Olšany, Vulčana      | Égermező   | -       |

## Geschichte
Bis 1919 gehörte die Ortschaft in der historischen Region Maramureș zum ungarischen Teil des Kaiserreich Österreich-Ungarn und anschließend als Teil der Karpato-Ukraine zur Tschechoslowakei. Durch Annektierung kam sie zwischen 1939 und 1945 wieder an Ungarn. 1945 wurde die Ortschaft Teil der Ukrainischen SSR innerhalb der Sowjetunion und seit 1991 gehört Drahowo zur unabhängigen Ukraine.